# Islas Ulebsechel
Las Islas Ulebsechel (en inglés: Ulebsechel Islands) es un grupo de islas del Pacífico occidental que pertenecen a la República de Palaos.  Están ubicadas en el extremo noreste de las Islas Chelbacheb (Islas Rock), al sur de la isla de Koror y  al sureste de la isla de Malakal.  Las islas al suroeste limitan con las Islas Urukthapel. 
El grupo está formado por unas 20 islas muy boscosas, la más grande con diferencia tiene el mismo nombre, Ulebsechel.  Ninguna de las islas del archipiélago están habitadas de forma permanente.